# Apanteles hymeniae
Apanteles hymeniae är en stekelart som beskrevs av Wilkinson 1935. Apanteles hymeniae ingår i släktet Apanteles och familjen bracksteklar. Inga underarter finns listade i Catalogue of Life.